# Razia
Una razia o razzia (del francés razzia ‘incursión’, y este del árabe argelino ġaziya (غزية‎), ‘algara’) es un término usado para referirse a un ataque sorpresa contra un asentamiento enemigo. Aunque principalmente buscaba la obtención de botín, históricamente los objetivos de una razia han sido diversos: la captura de esclavos, la limpieza étnica o religiosa, la expansión del territorio y la intimidación del enemigo.  En América, se usó el término maloca para referirse a ilegales razias conducidas en Chile por los hispanos para capturar indios, o a las razias conducidas por los indígenas para esclavizar españolas y niños, actividad que los indígenas condujeron a lo largo de todo el siglo xvii.
El término probablemente proviene de la cuarta dinastía persa (226-651), que en sus últimos tiempos incluye la Arabia de la época del profeta Mahoma. Una de las razias más representativas, por su significado simbólico, fue el saqueo de Roma en 410 por el rey visigodo Alarico I, cuya repercusión resonó en futuras invasiones masivas las décadas siguientes.
Con el tiempo, su significado se ha extendido también a otras actividades que guardan ciertas similitudes con estos ataques, como las redadas de la policía o ciertas incursiones violentas realizadas por grupos organizados o paramilitares, como las realizadas a favelas brasileñas o a campos de refugiados durante la guerra en África central. Actualmente, en el idioma turco el término significa «veterano de guerra».

## Etimología
Ghazw o ghazah (plural ghazawa-t) (en árabe: غزو‎) es un término originalmente árabe que significa «batalla», usado generalmente en el contexto de una batalla por la causa de Alá. Proviene de la raíz triconsonántica g.z.w. ("atacar"). Tiene la misma connotación que las palabras ghaziya y maghazi, que en tiempos preislámicos se refería a las incursiones organizadas por los guerreros beduinos nómadas con el propósito de saquear a tribus rivales o a vecinos sedentarios y más adinerados. El plural ghazawat se utiliza en algunos países islámicos como sinónimo de "juicio".
- La palabra ghazwa se aplicaba originalmente a aquellas batallas en las que participó personalmente Mahoma.[6] Con el paso del tiempo ha evolucionado hasta asociarse a las batallas relacionadas con la expansión del Islam. El término ghazi o Guerrero de la Fe se utilizó para identificar a los participantes en dichas batallas[4][7] y es sinónimo de las raíces ghāziya y maghāzī.

- La palabra sirya (plural saraya o sariya)[4] designa aquellas batallas que dispuso Mahoma pero en las cuales no participó personalmente. Por extensión, también se aplica a aquellas incursiones montadas y de reconocimiento que organizó pero a las cuales no acudió en persona.[7]

- La palabra ba'atha difería de saraya en tamaño, y mientras en ocasiones aludía a combates, generalmente se refería a expediciones o misiones de naturaleza diplomática (v.g. embajadas o diálogos políticos).[7]

- En la literatura europea occidental se conoce con el nombre de razzia, derivada de la palabra francesa razzier (rezzou), que entró en el vocabulario francés tras la colonización de Argelia,[8] y que no es más que una transliteración de la palabra coloquial árabe ghazya.[5]

- En la Hispania Medieval, las razias fueron conocidas con el nombre de aceifa, del árabe andalusí ṣáyfa, que a su vez viene del árabe clásico ṣā'ifah, con el significado de "cosecha" o "expedición estival".

### Términos relacionados
- akinji: "incursor", un sinónimo tardío de ghāzī.
- al-'Awāsim: la zona fronteriza Sirio-Anatolia entre el Imperio bizantino y sus sucesivos contrarios.
- ribāt: convento fortificado utilizado por una orden militar, especialmente en el Norte de África.
- uj: término turco que significa "marca"; uj begi ("Señor de la Marca") fue un título asumido por los tempranos líderes turcos, reemplazado posteriormente por serhadd (frontera).

## Las aceifas

Campañas militares de Almanzor. En verde oscuro, territorios reconquistados para Al-Ándalus. El mapa muestra las diferentes aceifas de Almanzor y las fechas en que fueron llevadas a cabo.

En la península ibérica, las razias musulmanas recibieron el nombre de aceifas, del árabe al-ṣayfa: "Expedición bélica sarracena que se hace en verano".
El nombre árabe ṣayfa se relaciona etimológicamente con ṣayf (verano) e inicialmente significaba "cosecha", pero a lo largo del tiempo se utilizó como "expedición militar", debido a la "cosecha" de bienes en los saqueos, y a que también solía realizarse en periodo estival.
Las primeras razias importantes contra territorio cristiano peninsular comenzaron tras la derrota de Bermudo I por el andalusí Hisham I en la batalla de Burbia (791), llegando a saquear la ciudad de Oviedo en 794.
Las aceifas moras se vieron interrumpidas con el ascenso al trono astur de Alfonso II el Casto y la victoria cristiana en la batalla de Lutos, dando inicio en respuesta a una serie de razias cristianas, como la efectuada en 798 contra Lisboa.
Las luchas internas en el emirato de Córdoba interrumpieron las incursiones, al menos de forma intensiva, hasta el ascenso al trono de Abderramán II. Tras acabar con las pretensiones de su tío Abdalá al trono y sofocar una revuelta en Murcia, organizó aceifas anuales contra los cristianos (en su mayor intensidad llegaron a organizarse hasta tres el mismo año). La mayoría se dirigió contra Álava y, especialmente, Galicia, que era la región del Reino de Asturias más vulnerable. Pese a ello, no faltaron tampoco los ataques contra Ausona (Vich), Barcelona, Gerona e incluso Narbona en las expediciones de los años 828, 840 y 850.
En el derecho malikí existía un precepto sobre cómo se había de realizar la guerra santa:

La guerra santa debe efectuarse cada año, con una fuerza militar suficiente, hacia el lado más expuesto. Es un deber de solidaridad (unos contribuyendo con sus personas, otros con sus bienes) que se impone a todo varón de condición libre, púber y válido, incluso bajo la dirección de un jefe inicuo.
Fueros de la familia Cuenca-Teruel

Dicho precepto fue cumplido con celo por Almanzor. En el año 981, en que Hisham II delega sus poderes en el caudillo, que es nombrado al-Mansūr bi-l-Lah ("El Victorioso de Dios"), organiza hasta cinco expediciones en tierras cristianas.
A su muerte, tras la batalla de Calatañazor (1002), Almanzor habría realizado hasta 52 campañas militares victoriosas a los reinos cristianos, de las cuales las más conocidas son las aceifas organizadas a Barcelona (985) y Santiago de Compostela (997), donde según la leyenda hizo cargar a esclavos cristianos con las campanas de la catedral hasta Córdoba. Pero tampoco se vieron libres un gran número de monasterios cristianos como el de San Millán, ciudades portuguesas, o las capitales de los reinos cristianos de Pamplona y León, que llegó a saquear hasta cuatro veces.
Durante la dominación almorávide y almohade las aceifas se dirigieron tanto a territorio cristiano como a territorio musulmán. Los almorávides incursionaron todo el norte de África llegando hasta Ghana. El fanatismo de estos nuevos invasores provocó que algunos reyezuelos de taifas se aliaran con los reyes cristianos del norte, convirtiéndose también en objetivos de las aceifas veraniegas.
Las últimas aceifas importantes en territorio peninsular se producirían poco después de la batalla de Alarcos, en 1198 a Madrid y en 1199 a Guadalajara. La batalla de las Navas de Tolosa (1212) arruinaría definitivamente el poder militar almohade. Al-Ándalus no volvería a pasar a la ofensiva.

## Incursores: los «Ghazi»
Ghazi (árabe: غازى‎) es una palabra árabe en origen, derivada de ghazā (contracción para *ghazawa) = "incursionó" o "hizo la guerra", adoptada a otras lenguas como el turco para designar a aquellos musulmanes que han jurado combatir a los no creyentes en la religión islámica. En este sentido, es esencialmente equivalente a Muyahid: "el que libra la yihad", conocida vulgarmente como "guerra santa".

Al-Mansur (977–1002) estableció una dictadura militar asentada en éxitos bélicos, que fueron adquiriendo contenidos de guerra santa contra los cristianos. Desarrolló una política de acciones militares contra los reinos cristianos, más de 50 razias, en las que, además de recursos económicos, buscaban castigar a los infieles y afianzar su propio prestigio. La destrucción de Barcelona (985d.C) y de Santiago (997d.C) fueron las más devastadoras.
Historia, Crisol ed.Vicens Vives p.28

Para los ghāzīs en sus marchas, era un deber religioso arrasar los países de los infieles que resistían al Islam, y forzarles a la sumisión
Cambridge, Historia del Islam, p. 283

Una vez finalizada la conquista, los especialistas legales establecieron que el Califa debía organizar expediciones en territorio enemigo al menos una vez al año para mantener vivo el espíritu de la yihad
Peters, La Yihad en el Islam Clásico y Moderno: Antología, p. 3

El guerrero ghāzī se remonta hasta el periodo Sasánida al menos, cuando aparece como mercenario y luchador fronterizo en Jorasán y Transoxiana. Posteriormente, hasta 20.000 ghazi tomaron parte en las campañas indias de Mahmud de Gazni.

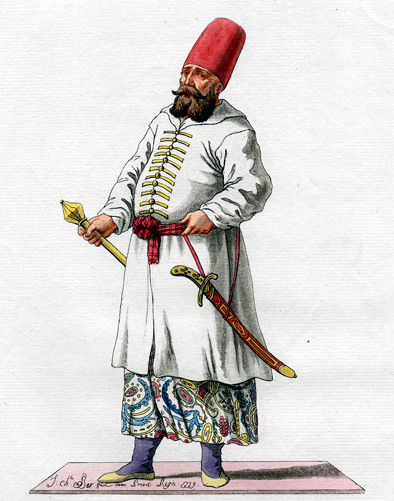
Guerrero mameluco.

El modo de vida ghāzī se basaba en el saqueo, por lo que en época de paz se dedicaban al bandidaje y sedición. Se organizaban en corporaciones que atraían a aventureros, celotes y disidentes políticos y religiosos de todas las etnias. Predominaban los soldados de ascendencia turca, especialmente tras la adquisición de mamelucos, esclavos turcos y cuerpos de guardia de los califas y emires para las filas ghāzī. Algunos de ellos escalarían hasta controlar puestos de poder militar y en algún momento político en varios estados musulmanes.
En el oeste, ghāzīs turcos incursionaban regularmente a lo largo de la frontera bizantina, encontrando en los akritoi griegos y armenios a su némesis. Tras la batalla de Manzikert, se intensificaron estas incursiones, mientras las corporaciones ghāzī se agrupaban formando fraternidades similares a las órdenes militares cristianas. Adoptaron como emblemas el gorro blanco y el garrote. El auge de las organizaciones ghāzī se produjo durante la conquista mongol, a consecuencia de la cual muchos huyeron a Anatolia desde Persia y el Turquestán.
La organización de estos grupos era fluida, reflejando su carácter popular. Los guerreros ghāzī podían ascender en la jerarquía ganando prestigio ante un emir particular, de modo similar a los condotieros de las bandas mercenarias occidentales. Del territorio conquistado en Anatolia durante las ghazw emergió el Imperio otomano. La tradición dice que su fundador, Osmán I, era un ghāzī que ascendió gracias a la inspiración del jeque Ede Bali.
En un período más tardío de la historia islámica, el título honorífico ghāzī fue adoptado por aquellos dirigentes musulmanes que mostraron un cierto éxito en extender las fronteras del Islam, en algún momento este título se hizo exclusivo, de modo similar a como el título romano Imperator se tornó en propiedad exclusiva del líder supremo del Estado Romano y su familia.
Los otomanos fueron probablemente los primeros en esta práctica, de modo que la institución de ghazw se remonta a los inicios de su estado:
A comienzos del dominio Otomano, se había convertido en un título de honor y sinónimo de liderazgo. En una inscripción de 1337 (concerniente a la construcción de la mezquita de Bursa), Orhan, segundo en la dinastía otomana, se describe como "Sultán, hijo del Sultán de los Gazis, Gazi hijo de Gazi, señor marcial de los horizontes". El poeta otomano Ahmedi, hacia 1402, define un gazi como:

Instrumento de la religión de Dios, un siervo de Dios que limpia la tierra de inmundicia politeísta, la espada de Dios
Lewis, Lenguaje Político del Islam, págs. 147-148, nota 8

Los primeros nueve líderes otomanos usaron la palabra "Ghazi" como parte de su título, y a menudo sus sucesores. Nunca se convirtió en un título formal, a diferencia de Sultán ul-Muyahidín, utilizado por el Sultán Murad Khan II KhojāGhazi, sexto soberano de la Casa de Osmán (1421–1451), cuyo título completo era 'Abu'l Hayrat, Sultán ul-Muyahidín, Khan de Khanes, Gran Sultán de Anatolia y Rumelia, y de las ciudades de Adrianópolis y Filípolis.
A consecuencia de la legitimidad política otorgada a aquel que ostentara este título, los líderes musulmanes competían entre ellos por la preeminencia en la ghāziya. Generalmente, los sultanes otomanos eran reconocidos por su excelencia frente al resto:

Por razones políticas, los sultanes otomanos, siendo asimismo la última dinastía de califas, otorgaban la mayor importancia a salvaguardar y fortalecer la reputación de la que gozaban como ghāzīs en el mundo musulmán. Tras conseguir victorias en varias ghazā en los Balcanes, acostumbraban enviar informes sobre las mismas (singular, feth-nāme) junto con esclavos y botín a los potentados islámicos más orientales. Los caballeros cristianos capturados por Bāyezīd I tras su victoria sobre los Cruzados en Nicópolis en 1396, fueron enviados a El Cairo, Bagdad y Tabriz, y exhibidos en las calles, provocando importantes manifestaciones en favor de los otomanos
Cambridge, Historia del Islam, p. 290

El término Ghazi también fue utilizado como título honorífico, generalmente traducido como "el Victorioso", por oficiales de alto rango, que se distinguían en el campo contra enemigos no musulmanes; así, fue otorgado al general Osmán Pachá tras su exitosa defensa de Plevna en Bulgaria. También fue asignado a Mustafá Kemal Ataturk, a pesar de que se trataba de un político secular.
Dos líderes musulmanes de Afganistán y Hyderabad utilizaron personalmente el título Padshah-i-Ghazi.

## Modo de ejecución de las razias

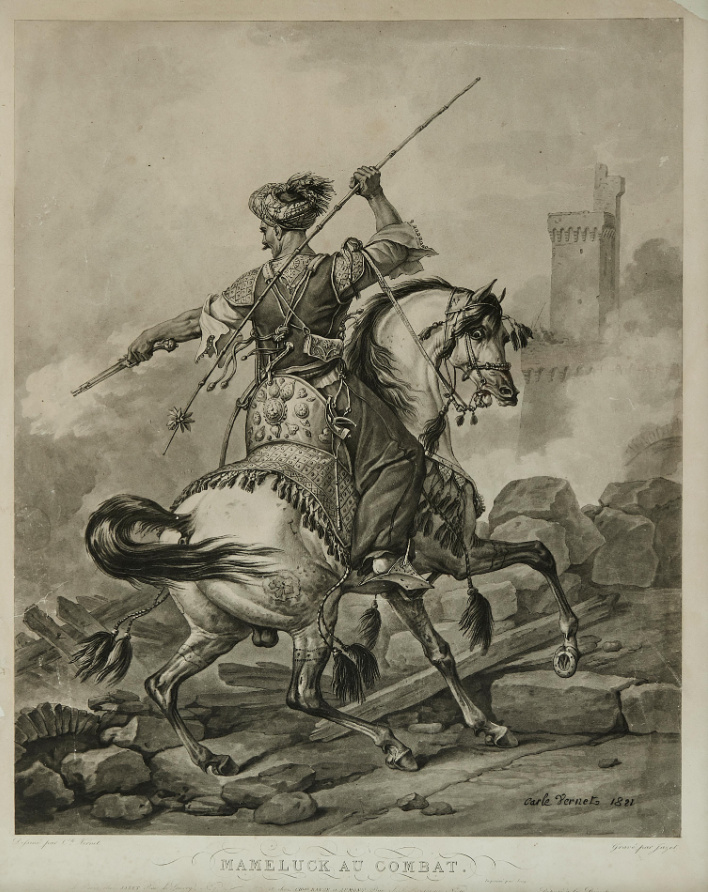
Soldado mameluco a caballo (1810).

Cuando se ejecutaba en el contexto de la yihad islámica, la función de la razia era debilitar las defensas del enemigo en preparación de su eventual conquista y subyugación. Como la típica razia no era lo suficientemente numerosa para conseguir objetivos militares o territoriales, normalmente implicaba ataques por sorpresa a objetivos escasamente defendidos (v.g. aldeas) con la intención de aterrorizar y desmoralizar a sus habitantes y destruir suministros que podrían abastecer al enemigo. Las reglas islámicas definían claramente quién debía acudir a la guerra y quien estaba eximido de tal responsabilidad.

Están dispensados de hacer la guerra santa los enfermos, impúberes, dementes, ciegos y cojos, las mujeres, los individuos sin los recursos suficientes que exigen las necesidades de la guerra (armas, monturas, vituallas, etc.) los esclavos, los deudores y, en fin, aquéllos a quienes el padre y la madre (o uno de ellos) niegan el permiso de ir; mas la prohibición de un abuelo no es suficiente para impedir la partida. La negativa paterna impide, asimismo, realizar un viaje marítimo o peligroso (con fines comerciales), y cuando la prohibición emane de un padre infiel debe ser respetada como si viniese de un fiel, si se trata de otra cosa que la guerra santa

Aunque las reglas bélicas del Islam prohibían acabar con la vida de no-combatientes como mujeres, monásticos y siervos, era posible saquear o destruir sus propiedades y tomarles como esclavos.

Los infieles serán invitados a abrazar el Islam, pero si después de tres días los infieles no lo aceptasen se les conminará a pagar la capitulación legal (yizya); en caso de que rehusasen, entonces se les ha de combatir y pueden ser aniquilados, salvo las mujeres (a menos que hubiesen participado en la lucha contra los musulmanes), los niños, los mentalmente débiles, los viejos caducos, los disminuidos físicamente, los ciegos y los monjes que viven retirados en conventos o ermitas. A todos aquellos que la ley ordena perdonar se les dejará, de lo que posean, lo necesario para subsistir

El único modo de evitar las ofensivas de los ghāzīs era someterse al estado islámico. En ese caso, los no-musulmanes gozaban del estatus de dhimmi-s, viviendo bajo su protección. Muchas fuentes cristianas confunden estas dos fases en las conquistas otomanas. Enfrentada a la terrible amenaza de los ghāzīs, la población de los confines del Imperio renunciaba a menudo a la poco efectiva protección de los estados cristianos, buscando refugio mediante su defección al Imperio otomano. De este modo, los campesinos que vivían en campo abierto, ganaban mucho más de lo que perdían.

En país de infieles el imán puede aplicar las penas determinadas por la ley (hadd) 33. Se pueden destruir las viviendas, cortar y quemar las palmeras (los árboles), si eso causa daño a los infieles o no hay esperanza de quedarse como dueño. La destrucción, según Ibn Rusd, es entonces recomendada, como recomendable es abstenerse si la esperanza de permanecer existe

Una de las principales fuentes que nos cuenta el desarrollo de una razzia tradicional son los juristas islámicos medievales, cuyas discusiones sobre lo que era y no permitido en dichas acciones en el curso de la guerra revelan algunas de las prácticas de esta institución. Uno de los más importantes es el andalusí Averroes, en su obra Bidayat al-Mujtahid wa-Nihayat al-Muqtasid.

## Las raziasMaghāzīen la literatura
Maghāzī, que literalmente significa "campañas", es un término utilizado a menudo en la literatura islámica para representar las campañas militares conducidas por el profeta Mahoma posteriores a la Hégira. Los anales de estas campañas, a menudo reflejadas como medidas o ataques preventivos contra los invasores, que conllevaban el tradicional saqueo, constituyen su propio género de biografía profética dentro de la literatura islámica, distintivo de la sira. Un famoso ejemplo de este género es la Maghāzī de al-Waqidi.

## Usos contemporáneos
La palabra "razia" se emplea a menudo en la actualidad para significar redadas policiales o de índole militar, especialmente cuando se producen signos de brutalidad durante las mismas. 

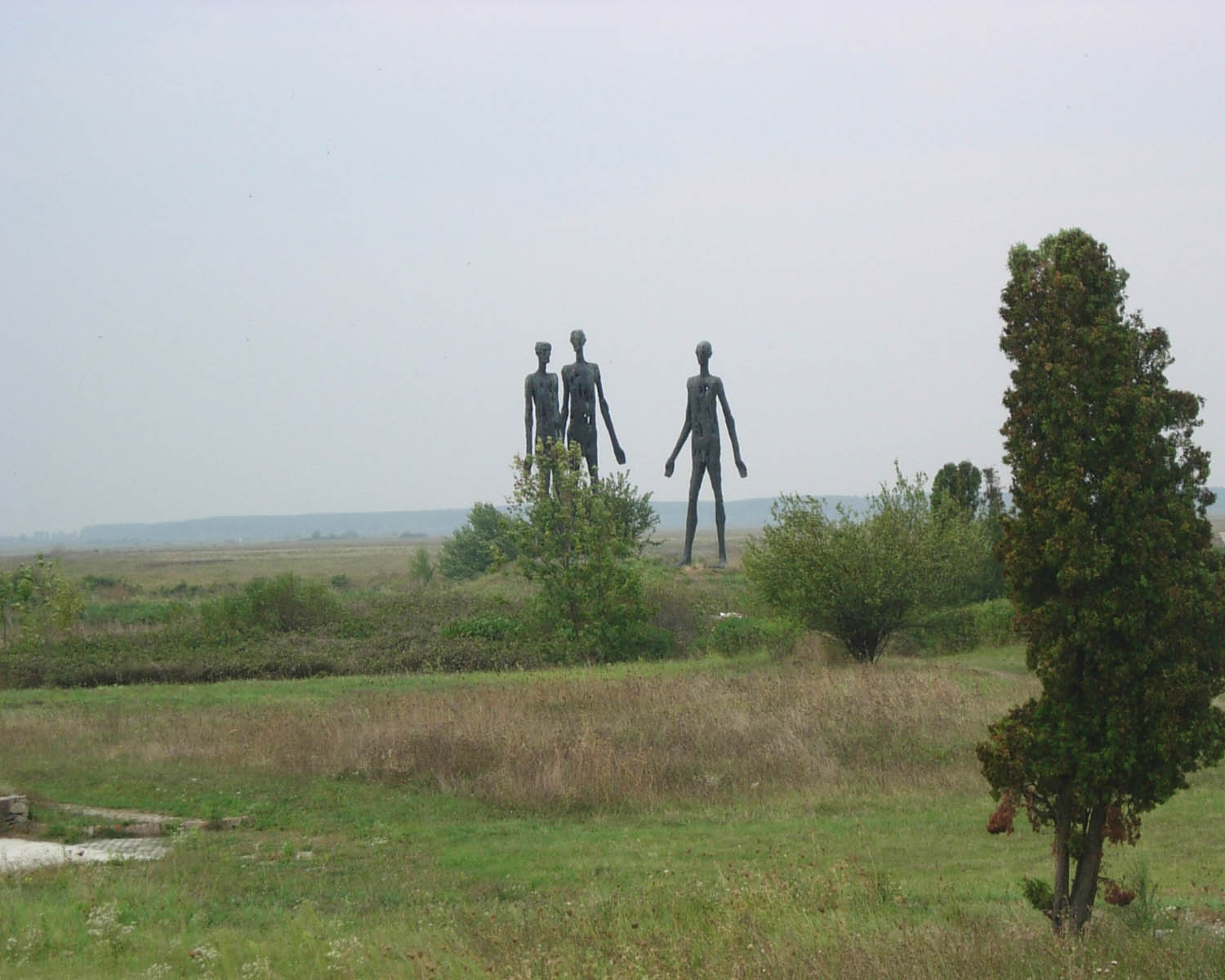
Monumento a las víctimas de la razia alemana de 1942 en Žabalj, Serbia.

### Segunda Guerra Mundial
Algunas de estas conocidas razias son la noche de los cuchillos largos o la noche de los cristales rotos, realizadas por la Gestapo en Alemania. También se conoce así a la incursión realizada por las SS en la ciudad yugoslava de Žabalj (actual Serbia) y en la Dinamarca ocupada.

### Chechenia
Durante la Segunda Guerra Chechena, Chechenia anunció la gazawat contra Rusia, como medida propagandística y para ganarse el apoyo de la población islámica, mayoritaria en el país.

### Otras
Otros ejemplos de razias actuales son las redadas de los escuadrones de la muerte en las favelas brasileñas, o las incursiones paramilitares durante la guerra en África Central. También podrían considerarse así los múltiples ataques de los grupos guerrilleros colombianos a los escuadrones del ejército colombiano y viceversa.